# Gender Queer
|  | No s'ha de confondre amb Genderqueer. |

Gender Queer: A Memoir és una memòria gràfica del 2019 escrita i il·lustrada per Maia Kobabe. Relata el viatge de Kobabe des de l'adolescència fins a l'edat adulta i l'exploració de l'autor de la identitat de gènere i la sexualitat, identificant-se finalment com a fora del binari de gènere. Gender Queer inicialment va rebre una petita tirada i es va comercialitzar a adolescents i adults més grans. Va entrar cada cop més a les col·leccions de les biblioteques de secundària i secundària després de rebre un Alex Award en el 2020, un premi concedit per l'Associació Americana de Biblioteques a "llibres escrits per a adults que tenen un atractiu especial per als adults joves de 12 a 18 anys".  Des del 2021, la seva inclusió a les biblioteques dels Estats Units, especialment a les biblioteques escolars, ha estat qüestionada amb freqüència pels pares, a causa de la presència d'algunes il·lustracions sexualment explícites. L'Associació Americana de Biblioteques el va classificar com el llibre més desafiat el 2021.
Fins ara, el llibre ha estat traduït al castellà, al polonès, al txec i al francès; però no pas al català.

## Composició i publicació
Després de sortir com a no binari el 2016, Kobabe (que utilitza pronoms Spivak) va començar a dibuixar dibuixos animats en blanc i negre sobre la seva experiència amb la seva identitat de gènere i a publicar-los a Instagram. Més tard, E va utilitzar aquests dibuixos animats com a base per a Gender Queer. E va afirmar que va estar motivada en part per la seva dificultat per explicar el seu gènere als seus pares després de sortir.
Gender Queer va ser publicat per Lion Forge Comics el 28 de maig de 2019, rebent una petita tirada inicial de 5.000 còpies.  El llibre es va comercialitzar per a adults i adolescents més grans, i Kobabe ha afirmat que aquest era el seu públic al qual es va dirigir a l'hora d'escriure el llibre.Després de la fusió de Lion Forge amb Oni Press el maig de 2019, Oni–Lion Forge Publishing Group (OLFPG) ha continuat republicant Gender Queer ara sota la seva empremta Oni Press. El juliol de 2022, Oni Press va publicar una nova edició de tapa dura amb un pròleg de ND Stevenson i un epílogo de Kobabe.

## Recepció i crítica
La ressenya de febrer de 2019 de Publishers Weekly va afirmar que "aquesta memòria gràfica sincera relata, amb una honestedat de vegades dolorosa, l'experiència de créixer no conforme al gènere. [. . . ] Kobabe és un dibuixant senzill que utilitza el mitjà amb habilitat (si no especialment amb estil), incorporant amplis colors alegres, amb un guió refrescant i poc didàctic per al tema. Aquesta entretinguda llibre de memòries com a guia té un atractiu transversal per als adolescents madurs (amb una nota que hi ha contingut sexualment explícit) i segur que provocarà discussions valuoses a casa i a les aules".«Gender Queer by Maia Kobabe». Publishers Weekly, 08-02-2019. Arxivat de l'original el 18 novembre 2021. [Consulta: 15 juliol 2022].</ref> La novel·la gràfica també es va incloure a l'enquesta de PW Graphic Novel Critics Poll de desembre de 2019 de Publishers Weekly: Heidi MacDonald va escriure que Gender Queer és "una memòria immensament simpàtica d'autodescobriment, representada en un art net i elegant, que hauria de convertir-se en un queer. clàssic del còmic".
Tegan O'Neil, per a The Comics Journal l'any 2019, va comentar que "més que una simple memòria, el llibre està dissenyat per explicar el concepte mateix de ser no-binari, començant amb els primers records de gènere de l'autor i acabant amb el descobriment de Els pronoms Spivak (e, em, eir) i els seus primers passos per aconseguir que la gent del seu voltant accepti i entengui aquests pronoms. [. . . ] L'art de Kobabe és molt llegible i, sobretot, complaent. E exposa la seva història personal amb un grau de sinceritat envejable. [. . . ] Part del llibre detalla la seva història sexual, així com una sèrie de viatges aterridors i dolorosos a l'OBGYN, i fins i tot a les àrees més sensibles, l'art i la narració de Kobabe segueixen sent agradables i clars". O'Neil també va destacar que "els colors de Phoebe Kobabe són forts a tot arreu, una paleta de pastels suaus i tons terra per comunicar una sèrie d'emocions".
Jenni Frencham, per al School Library Journal el 2019, va qualificar la novel·la gràfica com un "gran recurs per a aquells que s'identifiquen com a no-binaris o asexuals, així com per a aquells que coneixen algú que s'identifica així i volen entendre'l millor" i va afirmar que " ressonarà entre els adolescents, especialment els fans de Fun Home d'Alison Bechdel i I Wish You All the Best de Mason Deaver". Frencham va destacar que "els tons de terra silenciats i els blaus tranquils coincideixen amb el to esperançador i el ritme mesurat. Les descripcions concretes dels exàmens ginecològics i l'ús de joguines sexuals seran il·luminadores per a aquells que potser no tinguin accés a aquesta informació en altres llocs".
Jacob Roden, per a The News-Gazette el 2020, va escriure que "a causa del format, el llibre és fàcilment digerible en una sola sessió, i Kobabe agafa la mà del lector a cada pas del camí cap a les males herbes de la construcció de gènere. [. . . ] Recomano de tot cor aquest llibre a qualsevol persona interessada en aprendre els conceptes bàsics de la identitat de gènere. Les persones LGBTQ+ apreciaran especialment la història de l'arribada a la majoria d'edat i les freqüents al·lusions a les icones queer". Roden va qualificar l'estil artístic d'"econòmic, demostratiu, sense pretensions, colorit" i va destacar que l'escriptura transmet "les experiències de Kobabe amb propòsit i franquesa a cada panell". Sophie Brown, per a GeekMom en 2022, va comentar que " Gender Queer no és un llibre especialment fàcil de llegir, però és potent" i que per a algú que qüestioni la seva identitat, " Gender Queer serà una veu reconfortant d'algú que hagi caminat. els mateixos camins". Brown també va destacar alguns "moments desgarradors" al llibre: "La primera experiència de Kobabe anant a una prova de Papanicolaou va ser especialment traumàtica i va ressonar amb mi més del que esperava, ja que sospito que podria ser per a molts de nosaltres que hem hagut de sotmetre's a aquest procediment mentre incòmode amb els nostres cossos i sexualitats. Altres moments difícils van incloure comprar roba interior, explorar la masturbació i les cites. Tot i que tots aquests moments són difícils de llegir, es tracten molt bé i amb un sentit de solidaritat i el coneixement que les coses acabaran millorant".

## Censura i polèmica
S'ha descrit Gender Queer com el centre d'una onada més gran de reptes per als llibres amb contingut LGBT el 2021, inclosos altres exemples com Lawn Boy i All Boys Aren't Blue .  L'Associació Americana de Biblioteques el va classificar com el llibre més desafiat el 2021.
Kobabe ha afirmat que les vendes del llibre han augmentat arran dels reptes, i que la polèmica ha aixecat el seu perfil.  També ha instat a aquells que desafien el llibre a llegir-lo sencer, en lloc de fer un judici basat en un nombre reduït d'imatges. Tara Lehmann, directora de publicitat d'Oni Press, va dir a Publishers Weekly el juny de 2022 que "vendre més còpies no soluciona el problema intrínsec: la gent està intentant vigilar el que els altres llegeixen. Estem en contra de la prohibició dels llibres, de qualsevol tipus" i va afegir "que l'Oni dona suport a escoles, biblioteques i organitzacions de la millor manera possible, però "el nostre objectiu principal és donar suport a Maia i assegurar-nos que estem fent el màxim possible. pot garantir que Gender Queer estigui disponible per a totes les persones que vulguin llegir-lo'".

### Imatges sexuals

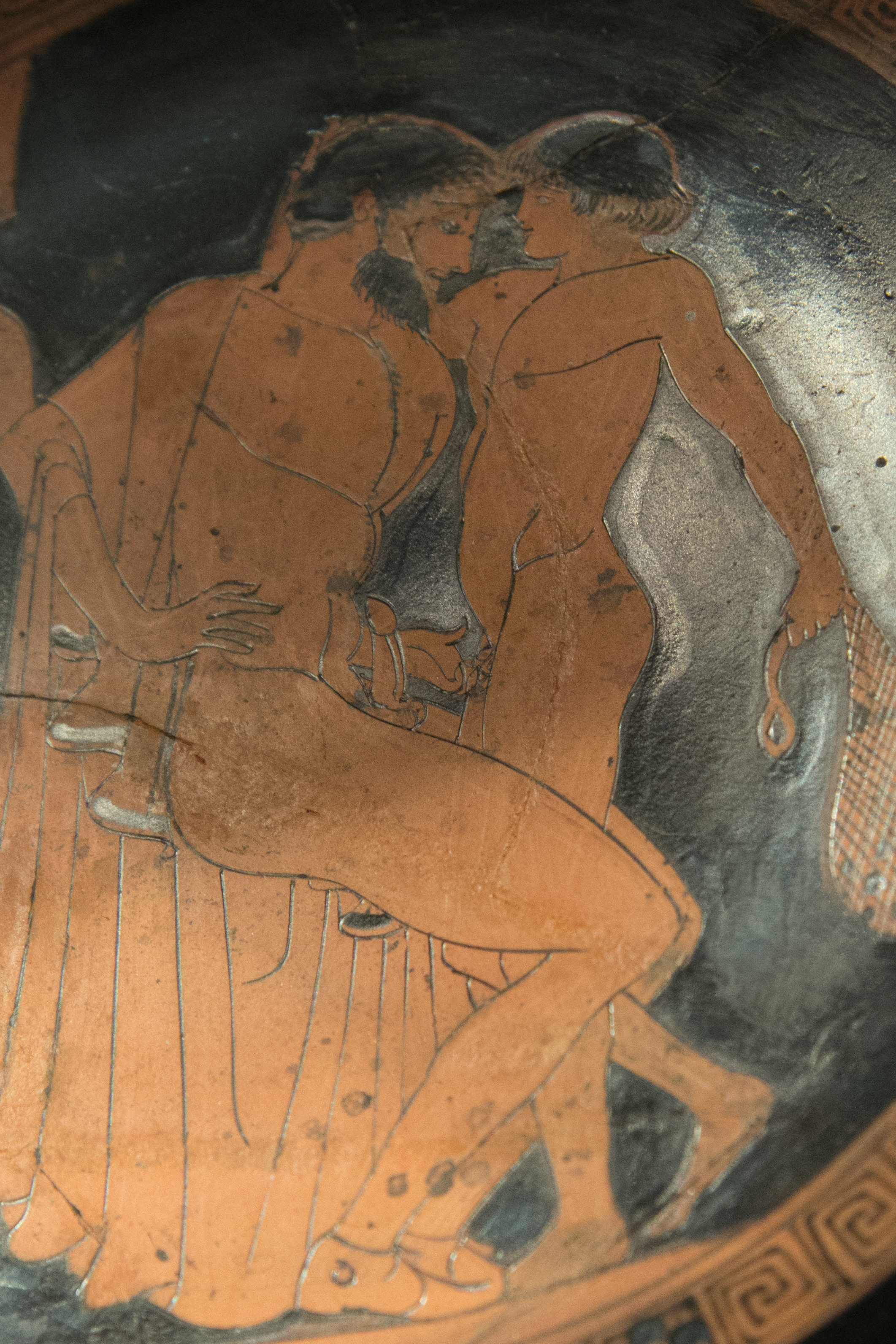
Una il·lustració controvertida a Gender Queer es basa en aquesta peça de ceràmica de figures vermelles atribuïda al pintor de Brygos

Gender Queer inclou un grapat d'il·lustracions sexualment explícites que s'han utilitzat per argumentar que el llibre és inadequat per als escolars.
En un panell citat habitualment, un Kobabe de 14 anys fantasieja amb una escena en què un home gran toca el penis d'un jove. La il·lustració es basa en una peça de ceràmica antiga pintada grega que representa una "escena de cortesia". Els detractors han descrit això com una representació de la pedofília.
Una altra il·lustració citada amb freqüència pels crítics representa la xicota de Kobabe fent sexe oral a Kobabe mentre en Kobabe porta un consolador amb corretja. El llibre també inclou la representació de la masturbació. 
Aquestes il·lustracions sexualment explícites han estat reproduïdes àmpliament (de vegades en forma censurada) pels crítics del llibre a les xarxes socials, a les reunions del consell escolar i als programes de televisió conservadors. El grup de defensa conservador Independent Women's Forum va intentar comprar temps d'antena per a un anunci que incloïa imatges de Gender Queer, però va ser rebutjat per ser massa gràfic. 
La inclusió de Gender Queer a les biblioteques públiques dels Estats Units i en particular a les biblioteques escolars ha estat objecte de nombrosos reptes a partir del 2021, amb objeccions centrades en un grapat d'il·lustracions sexualment explícites. Stephanie Mencimer, escrivint per al lloc web progressista Mother Jones, argumenta que els crítics del llibre han tergiversat el llibre com a pornogràfic centrant-se en un petit nombre d'il·lustracions explícites, que generalment es presenten sense context. 

### Censura comunitària a les biblioteques públiques i escolars

#### Escoles
Els reptes del llibre a Gender Queer van guanyar l'atenció nacional després d'una reunió del Consell Escolar del Comtat de Fairfax el setembre de 2021, quan la mare Stacey Langton es va pronunciar en contra de la inclusió de Gender Queer i Lawn Boy a la biblioteca de l'escola secundària dels seus fills. Langton va portar cartells amb il·lustracions sexualment explícites ampliades de Gender Queer i va llegir d'una escena en què la xicota de Kobabe els envia missatges de text sexualment explícits com ara "No puc esperar a tenir la teva polla a la boca". Langton va fer tallar el micròfon a mitja presentació, cosa que va provocar burles dels membres del públic. El testimoni de Langton va ser censurat a les imatges oficials de la reunió penjades per la junta, però es van capturar imatges sense censura i es van penjar a les xarxes socials, on es van fer virals.  La història va ser àmpliament coberta pels mitjans conservadors, com The Daily Wire, que utilitzava el titular "WATCH: School Board Squirms as Mom Reads Them The Gay Porn In Books Available To Students", i a Fox News, que va entrevistar Langton al seu programa matinal Fox &amp; Friends .  Poc després de la reunió, el Consell Escolar del Comtat de Fairfax va treure el llibre de les col·leccions de la biblioteca, però el va restablir mesos més tard després d'una investigació sobre el contingut del llibre.  La seva inclusió ha estat posteriorment impugnada en almenys 11 estats, a desembre de 2021. 
Segons un informe de PEN America, les prohibicions de llibres a les biblioteques escolars es van convertir en un "moviment social i polític de ple dret impulsat per grups locals, estatals i nacionals" el curs escolar 2021-22. Tot i que aquest moviment de censura es va centrar originalment en "els debats sobre la raça i el racisme, durant l'últim any, es va transformar per incloure un enfocament més gran en les qüestions i identitats LGBTQ+" - l'informe va identificar Gender Queer com el llibre més qüestionat, prohibit a 41 districtes escolars.

#### Respostes de la biblioteca a la censura
En resposta al creixent moviment de censura dels llibres als Estats Units, la Biblioteca Pública de Brooklyn va obrir la seva targeta electrònica de la biblioteca a qualsevol persona, d'entre 13 i 21 anys durant un temps limitat, a partir de l'abril de 2022.
L'agost de 2022, el 62% dels residents de Jamestown Charter Township van votar per desfinançar el seu sistema de biblioteques públiques després que els bibliotecaris es neguessin a retirar tres llibres dels prestatges de la biblioteca: Gender Queer, Kiss Number 8 de Colleen AF Venable i Spinning de Tillie Walden. Abans de la votació, dos bibliotecaris van renunciar després de ser assetjats pel llibre Gender Queer. Els activistes de la comunitat van afirmar que la presència d'aquests llibres a les seccions d'adults i adults de la biblioteca significava que la biblioteca estava intentant "preparar" els nens petits. Segons el president de la Junta de Biblioteques, Larry Walton, sense renovació de fons, "la biblioteca es quedarà sense diners el 2023, posant en perill la seva existència". En resposta a l'amenaça de desfinançar la biblioteca, es van iniciar almenys dos comptes de GoFundMe per finançar la biblioteca fins al 2023; i el diumenge 28 d'agost, aproximadament 4.000 persones havien donat a la campanya, inclosa una donació de 50.000 dòlars de l'autora romàntica, Nora Roberts. Adjunta a la donació de Roberts a GoFundMe hi havia una nota que deia: "Les biblioteques i els bibliotecaris haurien de ser valorats i celebrats, mai atacats i degradats".
A Bonner's Ferry, Idaho, el director de la biblioteca pública va dimitir l'agost de 2022 després de l'assetjament relacionat amb la prohibició de llibres i, en particular, amb Gender Queer.

### Política
Nombrosos polítics conservadors dels Estats Units han desafiat Gender Queer i altres llibres.  Henry McMaster, governador republicà de Carolina del Sud, va demanar una investigació sobre material "obscè i pornogràfic" com Gender Queer a les escoles de l'estat. 

Es va considerar que el llibre va tenir un impacte significatiu en la cursa per a les eleccions a governador de Virgínia del 2021 entre el republicà Glenn Youngkin i el demòcrata Terry McAuliffe. Durant l'últim debat entre els dos candidats, Youngkin es va referir a l'incident viral de la reunió del Consell Escolar del Comtat de Fairfax que s'havia produït només cinc dies abans:
El que hem vist durant aquests darrers 20 mesos és que els nostres sistemes escolars es neguen a relacionar-se amb els pares. De fet, al comtat de Fairfax la setmana passada, vam veure que els pares s'enfadaven perquè hi havia material sexualment explícit a la biblioteca que mai havien vist. Va ser impactant. I, de fet, vas vetar el projecte de llei que hauria informat els pares que hi eren. 
El projecte de llei a què es refereix Youngkin s'aplicava només a la lectura assignada, no a llibres com Gender Queer que només estaven presents a la biblioteca d'una escola.  En la seva resposta a Youngkin, McAuliffe va declarar "No crec que els pares hagin de dir a les escoles què han d'ensenyar". Això es va interpretar àmpliament com un gafe crític que va contribuir a la pèrdua definitiva de McAuliffe. Poc després del debat, la campanya de Youngkin va començar a publicar un anunci de campanya que juxtaposava la declaració de McAuliffe amb imatges de la reunió de la junta del comtat de Fairfax.
El setembre de 2022, el comitè d'acció política Maine Families First i el American Principles Project van llançar esforços a les eleccions a governador de Maine de 2022 centrats a prohibir Gender Queer. El projecte American Principles va descriure aquests esforços com un esforç multimilionari per "responsabilitzar els demòcrates de la preparació dels nostres fills". Una portaveu de Janet Mills, la governadora demòcrata en funcions, va declarar: "Els pares de Maine no volen que un governador interfereixi en aquest procés, que dicti quins llibres haurien o no de ser a l'aula dels seus fills".

### Reptes legals als Estats Units
En juny de 2022, els polítics de Virgínia Tim Anderson i Tommy Altman van demandar a Kobabe i Oni–Lion Forge Publishing Group (OLFPG) per Gender Queer per "citar una obscura llei d'obscenitat estatal" i van al·legar que la novel·la gràfica és "obscena per a una visualització sense restriccions". per menors”. En resposta, l'OLFPG va presentar un " Demurrer i Moció de Desestimació" que "argumenta que la petició "caracteritza molt malament la naturalesa i el tema" de Gender Queer, i que els arguments que presenta la petició són irrellevants per a la demanda i es contradiuen per la resta de el llibre. [. . . ] En general, Oni-Lion Forge Publishing Group argumenta que el peticionari "no té posició" i no ha presentat un argument prou sòlid per establir la seva posició en el seu argument". L'ACLU, "que representa un grup de llibreries locals, així com biblioteques i organitzacions de llibertat d'expressió", també ha presentat una "Moció d'acomiadament"; la moció de l'ACLU destaca "si el tribunal decideix que el llibre és obscè, llavors es ven. o distribuir-lo a qualsevol part de l'estat seria un delicte. Els minoristes podrien ser processats per vendre el llibre sense ser informats oficialment que és obscè. A més, els minoristes fora de Virginia Beach podrien ser processats per vendre un llibre que només es va determinar que era obscè en un comtat". El 30 d'agost de 2022, un jutge del tribunal de circuit de Virginia Beach va desestimar la petició contra Gender Queer ; La jutge Pamela S. Baskervill va escriure que la citada llei d'obscenitat era "inconstitucional a primera vista, ja que autoritza una restricció prèvia que viola la Primera Esmena i la Constitució de Virgínia".

## Premis
En 2020, Gender Queer va ser un dels deu llibres que van rebre un premi Alex de l'Associació Americana de Biblioteques, per "llibres escrits per a adults que tenen un atractiu especial per als adults joves de 12 a 18 anys".  El mateix any, el llibre també va ser finalista del premi Stonewall Book Award de no ficció.  Aquests premis van fer que el llibre estigués més disponible a les biblioteques escolars. 

## Edicions en anglès
| Títol                                 | Format            | Editor               | Data de publicació  | Pàgines | ISBN                   | Ref           |
| ------------------------------------- | ----------------- | -------------------- | ------------------- | ------- | ---------------------- | ------------- |
| Gender Queer: A Memoir                | Comerç de butxaca | Còmics de Lion Forge | 31 de maig de 2019  | 240     | ISBN 978-1-5493-0400-2 | [ 6 ] [ 17 ]  |
| Gender Queer: A Memoir Deluxe Edition | Tapa dura         | Premsa Oni           | 5 de juliol de 2022 | 240     | ISBN 978-1-63715-072-6 | [ 13 ] [ 50 ] |